# Hexacordo

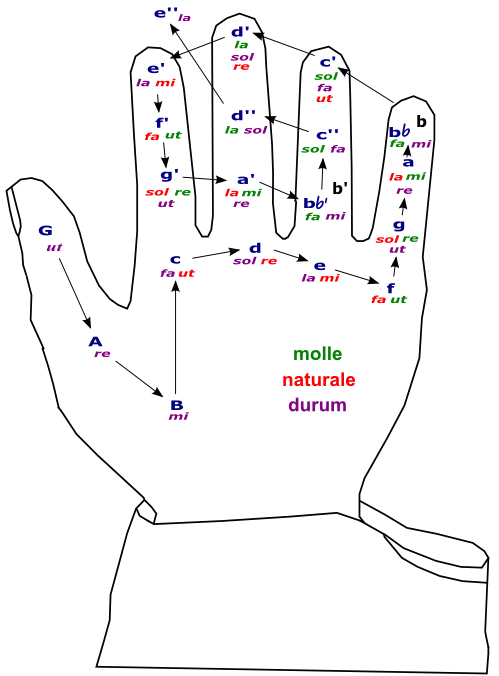
Mano güidoniana

El hexacordo (ἑξάχορδος) es la escala de seis sonidos, derivada de los tetracordos griegos. 
El concepto del hexacordo surge en el siglo XI con la teoría güidoniana de la solmisación, para la que se usaba como ejemplo la entonación de las sílabas del Himno a San Juan Bautista, obra de Pablo el Diácono. 
El hexacordo tiene tres géneros: el hexacordo natural (ut-re-mi-fa-sol-la); el hexacordo del becuadro o durum (sol-la-si-ut-re-mi); y el hexacordo del bemol o molle (fa-sol-la-sib-ut-re), con el fin de evitar el intervalo del tritono fa-si, disonancia muy temida por los músicos medievales, que la relacionaban con el demonio. Este sistema se practicó hasta el siglo XVIII.

## Aportes de Guido D'Arezzo
Guido D'Arezzo fue el teórico más importante del Medievo. Su trabajo está expresado en dos tratados: el diálogo Pseudo-Odo y Micrologus. Ambos comienzan con la explicación de los armónicos naturales utilizando el monocordio. Para Guido, esto era el primer paso esencial para la pedagogía musical y para que el cantante pudiese asociar con distancias espaciales las divisiones interválicas.
En su escala, distinguió el si bemol del natural, y añadió un sol que nombró gamma, y no lo tomó como una nota, sino como un "primer paso" de la tesitura vocal. Llamó al si bemol b rotondum; y al si natural, b quadrum (de ahí surgió el nombre de «becuadro»), y señaló si natural como b dura (durum), y si bemol como b suave (molle), y de ahí la palabra «bemol».
Guido dividió la escala en tres tramos sin tomar en cuenta el "primer paso": graves, de la a sol; agudas (acutae), de la a sol; y muy agudas (superacutae), de la a re (luego, a mi). Esta escala se emplearía durante el resto de la Edad Media.

## La mano güidoniana

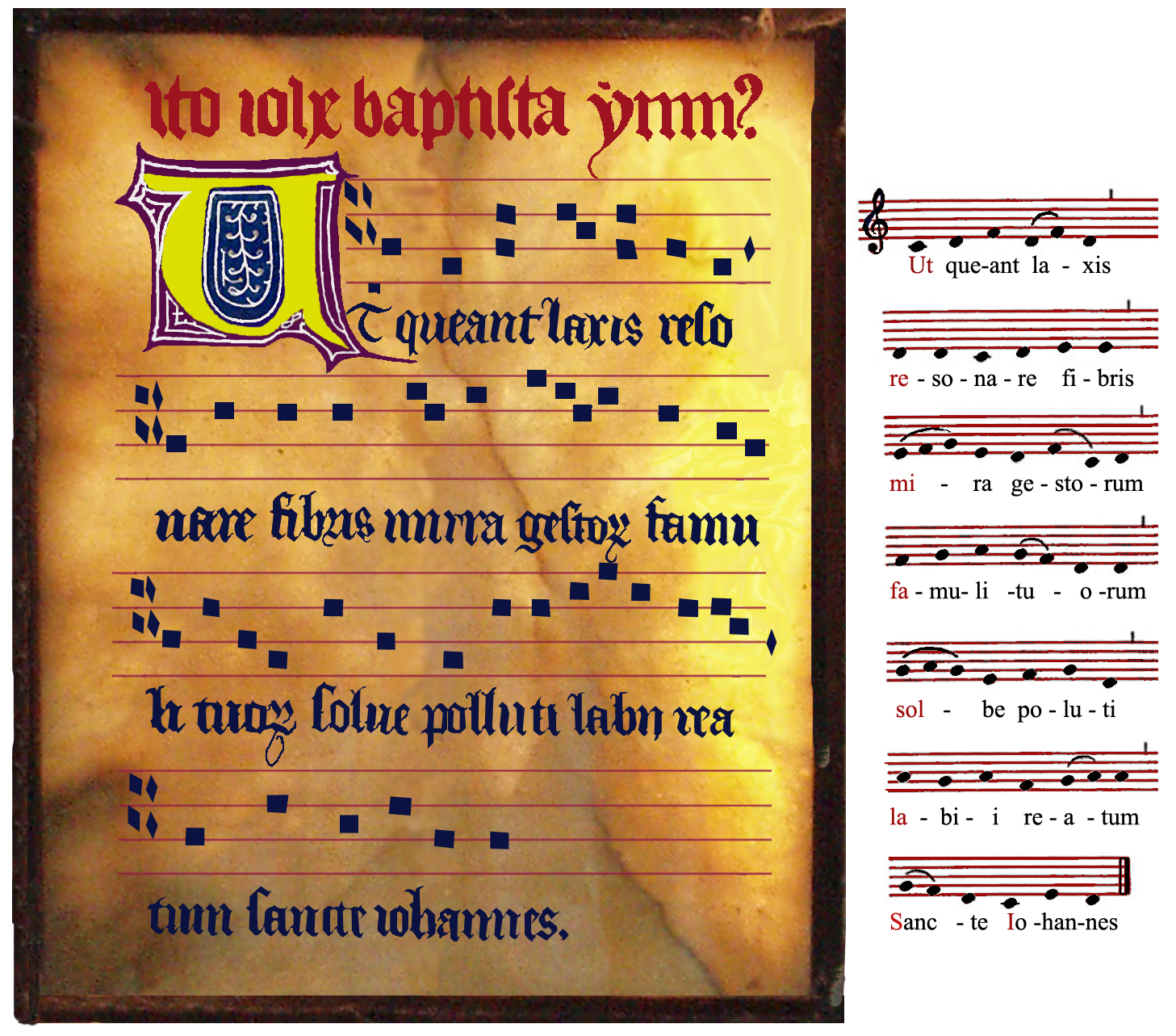
Himno de San Juan Ut queant laxis, origen histórico de los nombres de las notas de la escala.

La mano guidoniana representa el sistema de hexacordos y solmisación, una pedagogía renovada por Guido.
La mano sirve para ver la relación interválica de manera mnemotécnica. Como ejemplo, Guido utilizó Ut queant laxis, himno a Juan el Bautista cuya letra se compone de 6 pequeñas frases que comienzan con notas diferentes.
Esta relación es respetada y empieza por sol, do, y fa (usando si bemol). Entonces  define 3 tipos de hexacordos sol a mi durum con b (si) dura, fa a re Suave con b (si) molle (blanda), y do a la sin B (la llamó natural). A esto enumeró cada nota con ut, re, mi, fa, sol, la. Nótese que la nota real no tiene nombre distintivo más que letra.
Para cantar melodías que se extendieran más allá de una sexta, usaba la mutación de hexacordos (su combinación): consistía en cambiar, por ejemplo, un sol por un re o por un ut para moverse entre hexacordos. La mutación estaba prohibida únicamente entre fa y mi, por ser falsa la relación entre si bemol y si natural.
Se tenían así escalas de 6 notas (do, re, mi, fa, sol, la) según estos intervalos: tono, tono, semitono, tono, tono. Se cantaban con la primera sílaba de cada frase del himno: Ut, re, mi, fa, sol, la. El sistema de hexacordo de Guido fue una adaptación del antiguo sistema de tetracordios, pero se añadió un tono al principio y otro al final, obteniéndose así una sexta mayor [T,(T,S,T,)T].

## Solmisación
Proviene del tratado de Guido de Arezzo, Micrologus.Consiste en cantar las notas de las escalas musicales por medio de sílabas, que comprende, además, el proceso de la mutación de acuerdo con la escala de notas diatónicas de gamut («de gamma ut») cuando la melodía traspasa el límite de un solo hexacordo. Según el teórico Arístides Quintiliano, los tetracordios griegos ya habían sido designados con letras, pero fue Guido d’Arezzo quien, en el siglo XI, los reemplazó por los hexacordos y usó las sílabas latinas ut, re, mi, fa, sol, la, para sus seis notas, agregándose después si, para la séptima nota y reemplazándose ut por do en Italia y otros países, salvo en Francia, donde se conservó durante mucho tiempo. Las sílabas fueron tomadas del himno Ut queant laxis de Juan el Diácono del año 770 para la fiesta de san Juan Bautista; las líneas de su canto llano comenzaban sobre las notas sucesivas del hexacordo.